# Боатенг, Эрнест Амано
Эрнест Амано Боатенг (англ. Ernest Amano Boateng; 30 ноября 1920, Золотой Берег — 15 июля 1997, Гана) — ганский учёный, географ, общественный деятель, дипломат, педагог, почётный профессор географии Университета Ганы, академик, консультант по экологии и образованию. Председатель Совета по охране окружающей среды Ганы (1973—1981) первый вице-ректор Университета Кейп-Коста (1971—1973). Президент Ганской академии искусств и наук (1973—1976). Лауреат Национальной литературной премии Ганы (1978).

## Биография
Сын преподобного Пресвитерианской церкви Ганы.
Образование получил в Гане и в Оксфордском университете (Великобритания). С 1950 года — на преподавательской работе. Был профессором географии университетского колледжа Ганы, деканом факультета социальных исследований, с 1969 года — ректором и вице-канцлером университета г. Кейп-Кост (Гана). В 1965-и 1966 годах читал лекции в Оксфордском университете.
Работал ассистентом и профессором Питтсбургского (США) и Калифорнийского университета в г. Лос-Анджелес (США).
В 1959—1969 годах возглавлял географическую ассоциацию Ганы; в 1959—1973 годах был основателем и членом Ганской академии искусств и наук, секретарь академии с 1959 по 1962 г., в 1973—1979 годах — президент академии.
Работал во многих национальных и международных организациях, представлял Гану на многих конференциях. Был членом Международного консультативного комитета ЮНЕСКО по исследованию влажных тропиков с 1961 по 1963 год, член Научного совета по Африке при ЮНЕСКО (с 1963), член Королевского общества изящных искусств (с 1973). Президент Ганского общества дикой природы (1973—1981), член Совета естественных наук для высшего образования (с 1975). С 1963 по 1980 год — член Учёного совета Африки, президент Экзаменационного совета Западной Африки. В 1980 году — член Президентской целевой группы по инвестициям Ганы. В 1975—1983 годах — член Национального совета по высшему образованию страны.
Был членом делегации Ганы в Генеральной Ассамблее Организации Объединенных Наций (Нью-Йорк, 1976). Возглавлял делегацию Ганы на Конференции Организации Объединенных Наций в Ванкувере.

## Избранные публикации
- Tomorrow’s Map of West Africa, 1952;
- A geographical study of human settlement in the eastern province of the gold coast colony west of the volta delta, 1954;
- A Geography of Ghana, 1959;
- Developing countries of the world, Calcutta, 1968;
- Population Growth and Economic Development in Africa, 1972;
- Population growth and economic development in Africa, L., 1974;
- Independence and nation building in Africa, Tema, 1973;
- A population geography of Africa, Cambridge University Press, 1978;
- African Unity: the dream and the reality (J. B. Danquah Memorial Lectures 1978), 1979;
- Physical and Social Geography (in Africa South of the Sahara 1994);
- Crisis, Change and Revolution in Ghanian Education (Armstrong- Amissah Memorial Lecture), 1996;
- Government and the People: outlook for democracy in Ghana, 1996.

Автор известной книги «География Ганы» (М., 1961).
Умер после непродолжительной болезни.